# Borophène
Le borophène est un matériau bidimensionnel cristallin d'épaisseur monoatomique constituant l'une des formes allotropiques du bore. Il fut théorisé au milieu des années 1990, mais ce n'est qu'à partir de 2015 que l'observation de différentes structures de borophène fut confirmée expérimentalement,.

## Structure

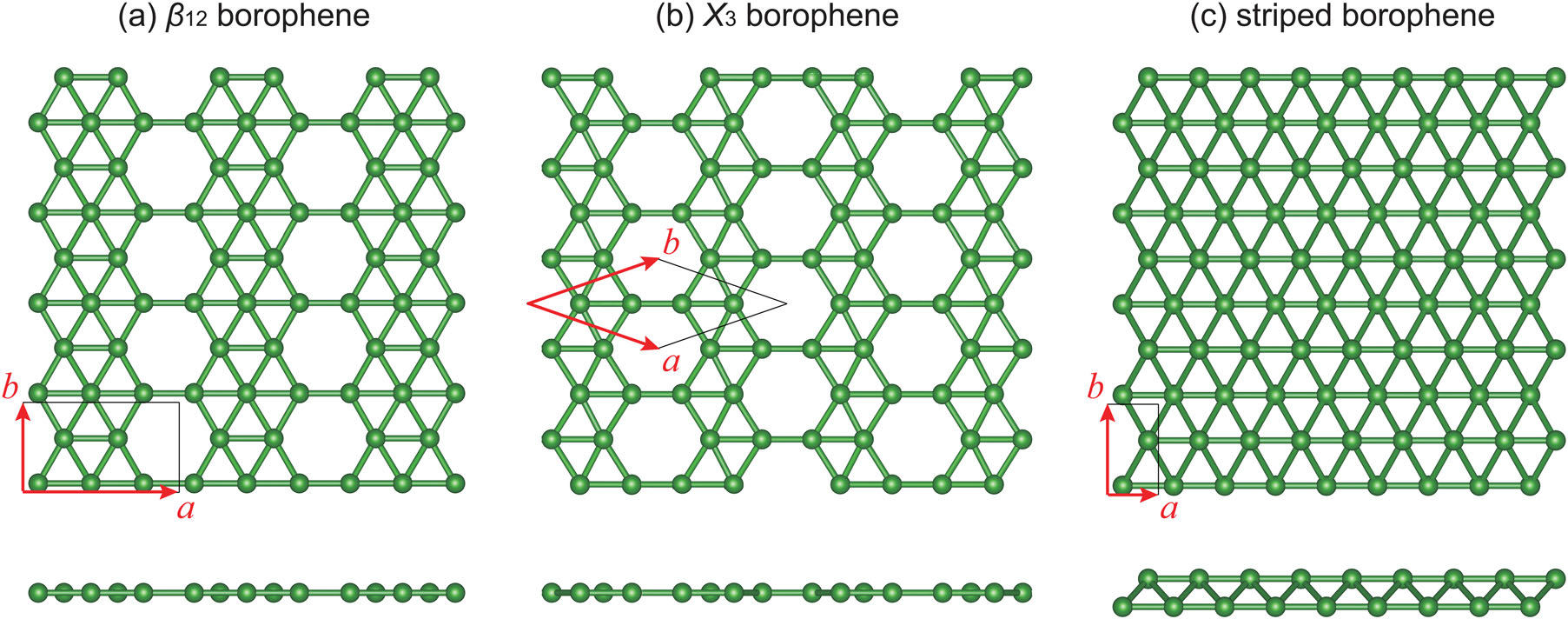
Structures pseudocristallines de borophène obtenues expérimentalement[4] : (a) borophène β12 (feuillet γ ou feuillet υ1/6), (b) borophène χ3 (feuillet υ1/5).

Plusieurs structures cristallines et métalliques de borophène d'épaisseur monoatomique ont été synthétisées sur des surfaces métalliques sous ultravide,. Leur structure atomique est constituée de motifs triangulaires et hexagonaux mixtes tels que ceux représentés ci-dessus. Cette structure résulte des interactions entre liaisons planaires à deux centres et à plusieurs centres, typiques des éléments à configuration électronique déficitaire tels que le bore.
La géométrie planaire des clusters de bore a été calculée et confirmée expérimentalement en 2003, puis le cluster de bore B36 a été modélisé en 2014 comme le plus petit cluster ayant une symétrie d'ordre 6 et une lacune parfaitement hexagonale, pouvant par ailleurs servir de base pour l'extension en feuillets de bore à deux dimensions.

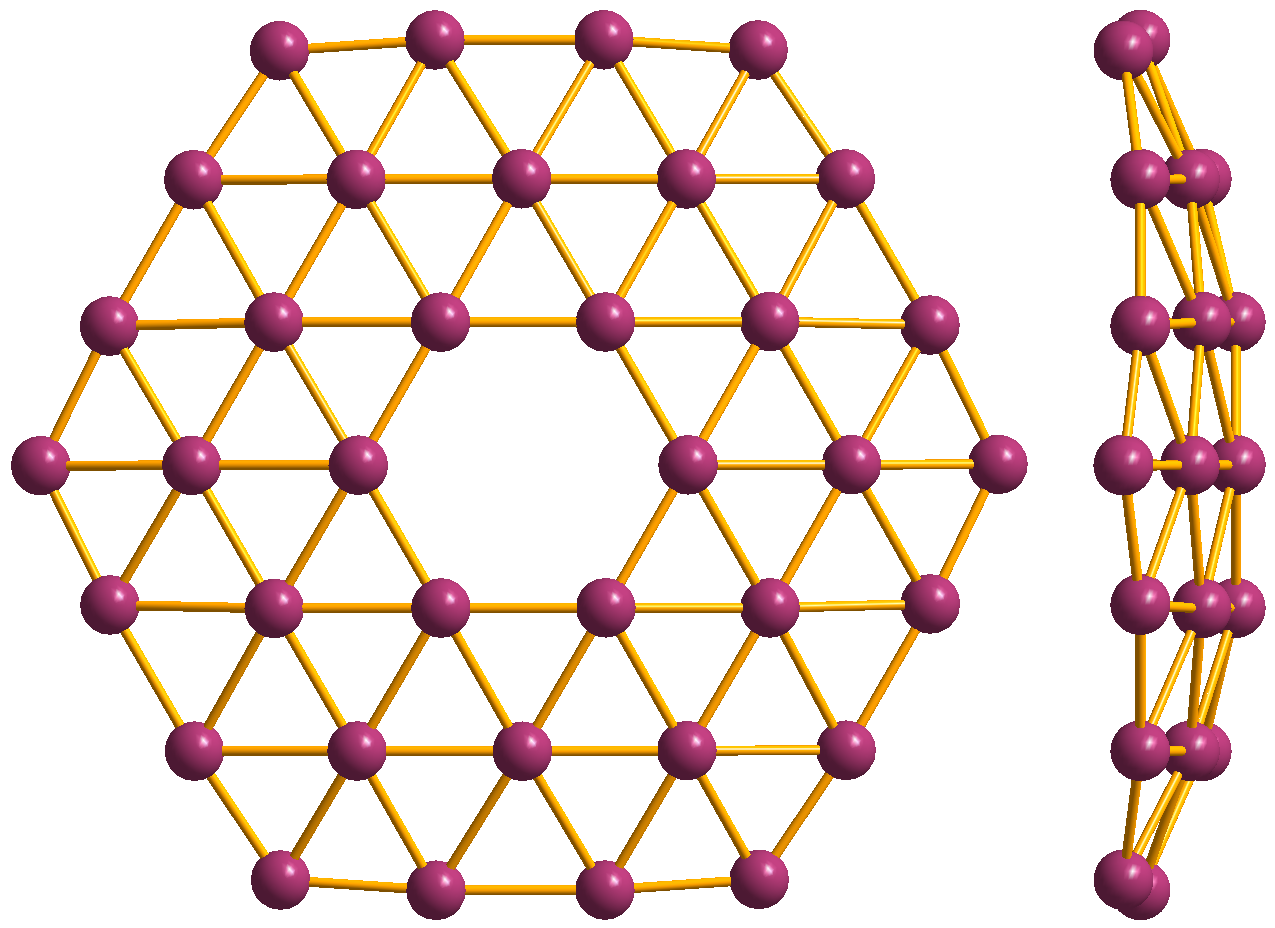
Cluster B36, étudié dans la détection de composés toxiques tels que HCN[8] et HCHO[9].
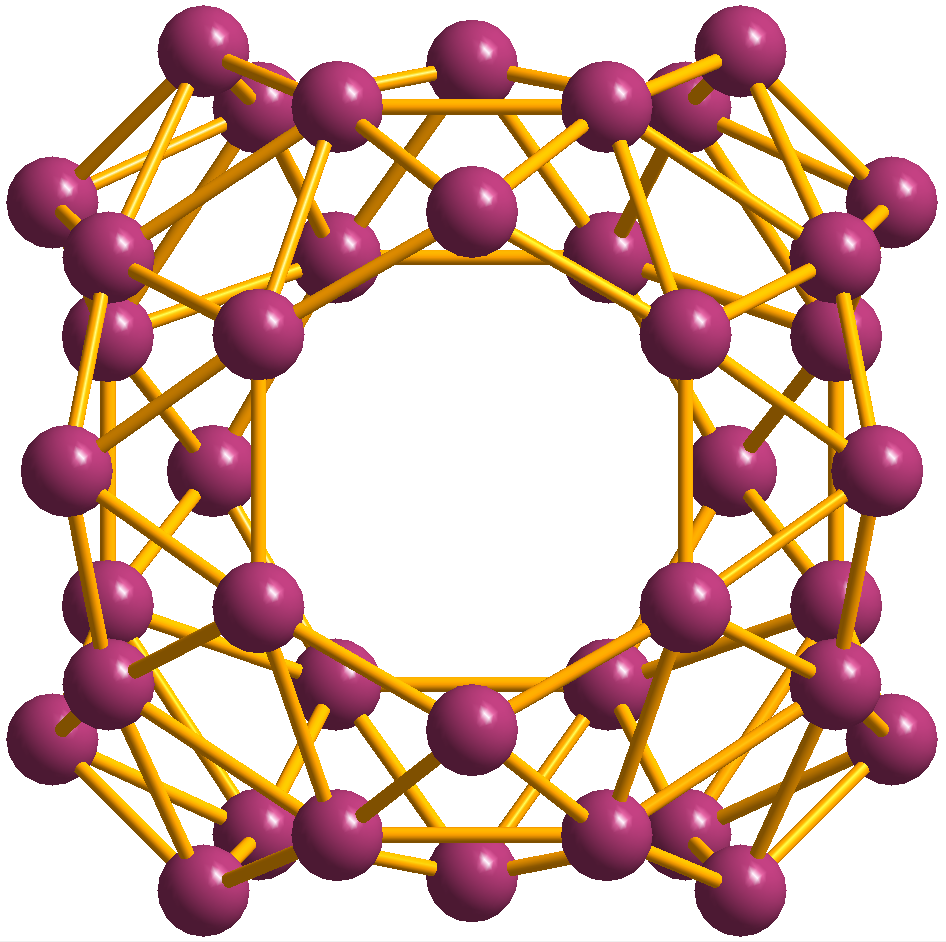
Borosphérène B40[10], étudié par exemple pour stocker l'hydrogène[11].

À la suite de la synthèse du silicène, plusieurs équipes avaient prédit que le borophène pourrait être produit sur une surface métallique,,. En particulier, on a pu montrer que la structure cristalline du borophène dépend de la surface métallique sur laquelle il est déposé, et ce sans rapport avec sa structure à l'état libre.
Les premières synthèses de borophène ont été publiées en 2015, faisant état de phases de borophène obtenues dans l'ultravide sur des surfaces (111) d'argent,. Parmi ces phases, le feuillet υ1/6, ou borophène β12, avait été théorisé à l'état fondamental sur une surface d'Ag(111), tandis que le borophène χ3 avait été théorisé en 2012.

## Propriétés
Les borophènes présentent, dans le plan de leur structure, une élasticité et une résistance qui peuvent être très élevées. Dans certaines configurations, ils peuvent être plus résistants et plus flexibles que le graphène. Les nanotubes de bore ont ainsi un module de Young 2D plus élevé que toutes les autres nanostructures connues, qu'elles soient en carbone ou à base d'autres éléments. Soumis à un essai de traction dans leur plan, les borophènes présentent une transition de phase structurale en raison de la fluidité de leurs liaisons à plusieurs centres.

## Applications
Le borophène offre un potentiel de développement comme matériau d'anode pour les batteries en raison de sa capacité à transporter les ions et de sa conductivité électrique qui permettent d'envisager des capacités théoriques de stockage spécifique élevées ; l'hydrogène est facilement adsorbé sur le borophène jusqu'à 15 % massique de ce dernier, ce qui ouvre des perspectives de développement d'applications en stockage de l'hydrogène ; le borophène peut également catalyser la décomposition de l'hydrogène en ions H+ et de décomposer l'eau en ions oxyde O2− et hydrogène H+. Les propriétés particulières de ce matériau laissent entrevoir tout un ensemble d'applications dans des domaines de pointe. Fin 2020, on n'avait pu produire des borophènes que sur des substrats métalliques : l'étape suivante consiste à adapter cette technologie aux matériaux utilisés en microélectronique pour la transposer aux circuits intégrés.

## Recherches
Les premières simulations numériques réalisées dans les années 1990 montrèrent que les petits clusters de bore comme le B36 n'adoptent pas une géométrie icosaédrique comme les boranes mais s'avèrent être quasiment planaires. Ceci permit de théoriser l'existence de feuillets de bore d'épaisseur monoatomique (borophène), d'analogues borés des fullerènes (borosphérènes) et de nanotubes de bore,,.
Des études complémentaires montrèrent que le borophène triangulaire étendu est de nature métallique et adopte une géométrie plissée non planaire,, tandis que d'autres calculs, lancés à partir de la prédiction d'un fullerène de bore B80 stable, montrèrent que des feuillets de borophène étendus, avec une structure en nid d'abeilles et des trous hexagonaux partiellement remplis, sont également stables,. Ces calculs indiquaient que ces borophènes devraient être de nature métallique. La structure en feuillet γ, également appelée borophène β12 ou feuillet υ1/6, est représentée en (a) dans la section « Structure ».